# Caupolicana funebris
Caupolicana funebris är en biart som beskrevs av Smith 1879. Caupolicana funebris ingår i släktet Caupolicana och familjen korttungebin. Inga underarter finns listade.